# Bajrak
Bajrak (tur. bayrak) u osmanlijskoj vojno-feudalnoj manja vojna jedinica do 60 vojnika u pratnji vezira ili beglerbega. Bajrakom se nazivala i zastava koja se nosila u rat ili koristila prilikom svečanosti. Na poziv u rat vojska se okupljala na mjestu gdje je razvijen bajrak sandžak-bega, a zatim se vodila po bajrakom beglerbega. Bajrak su također imali i drugi zapovjednici kao što su: janičarski i akindžijski aga. Također bajrak možemo naći i u kapetanijama, agalucima, gradovima i nekim džematima. Nosilac bajraka, bajraktar u Bosni je bio iz istog džemata kao i kapetan.